# Scottish Aviation Pioneer
Die Scottish Aviation Pioneer war ein einmotoriges Mehrzweck-Transportflugzeug des schottischen Herstellers Scottish Aviation. Es bot Platz für einen Piloten und fünf Passagiere.

## Geschichte

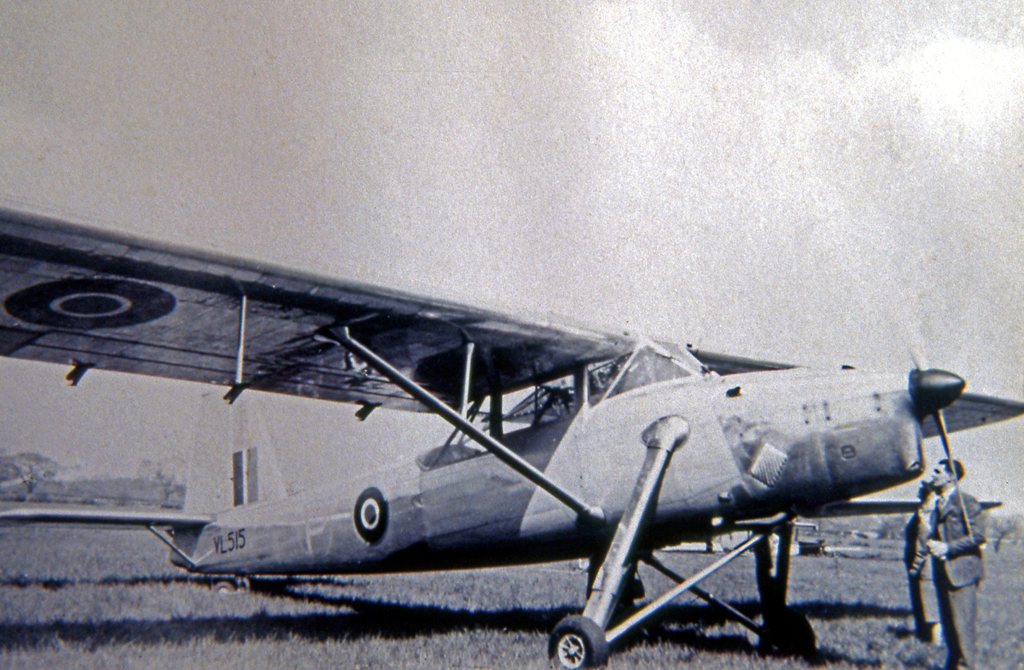
Prototyp A4/45 mit de-Havilland-Gipsy-Queen-Motor, 1948

Die Pioneer orientierte sich an den Vorgaben des britischen Luftfahrtministeriums für ein leichtes Verbindungsflugzeug. Der dreisitzige Schulterdecker wurde durch einen de-Havilland-Gipsy-Queen-Motor mit 179 kW angetrieben. Der Erstflug des Prototyps A4/45 fand am 5. November 1947 statt. Aufgrund des unbefriedigenden Antriebs verzichtete die Royal Air Force (RAF) auf die Beschaffung des Typs. Scottish Aviation entschied sich daraufhin, die Pioneer mit einem stärkeren Motor auf dem zivilen Markt anzubieten.
Der Prototyp der Pioneer II verfügte über einen Alvis-Leonides-Motor mit 388 kW und absolvierte seinen Jungfernflug am 5. Mai 1950. Die Pioneer II überzeugte mit ihren STOL-Eigenschaften, und so erklärte sich die RAF doch noch bereit, das Flugzeug zu kaufen und als Pioneer CC.1 in Dienst zu nehmen.
Die RAF nutzte den Typ unter anderen bei Evakuierungen in Malaya, die dort stationierte 267. Squadron war ab 1954 der erste Pioneer-Verband, in Aden und auf Zypern. Aufgrund seiner ungewöhnlichen Bauweise konnte es auf Behelfspisten mit 70 Metern Länge starten. Das Flugzeug flog bis 1962 bei der 230. Squadron in RAF Odiham und in Fernost stand es bis 1969 bei der 20. Squadron in RAF Tengah in britischen Diensten.
Weitere Käufer waren die Luftwaffen Ceylons mit vier und Malayas mit neun Flugzeugen.

## Versionen
Gebaut wurden 59 Flugzeuge in unterschiedlicher Ausführung.
- Pioneer: viersitziges Transportflugzeug mit einem 179-kW-de-Havilland-Gipsy-Queen-32-Kolbenmotor
- Pioneer 2: fünfsitziges Transportflugzeug mit einem 388-kW-Alvis Leonides-Sternmotor
- Pioneer CC.Mk.1: fünfsitziges Evakuierungs- und Verbindungsflugzeug der RAF

## Militärische Nutzer
- Ceylon (Luftwaffe): 4
- Malaysia (Luftwaffe): 9
- Oman: Luftwaffe
- Vereinigtes Königreich: Royal Air Force

## Technische Daten (Pioneer C.C.1)
| Kenngröße             | Daten                                                   |
| --------------------- | ------------------------------------------------------- |
| Besatzung             | 1                                                       |
| Passagiere            | 4                                                       |
| Länge                 | 10,47 m                                                 |
| Spannweite            | 15,17 m                                                 |
| Höhe                  | 3,13 m                                                  |
| Flügelfläche          | 36,3 m²                                                 |
| Flügelstreckung       | 6,3                                                     |
| Reisegeschwindigkeit  | 195 km/h                                                |
| Höchstgeschwindigkeit | 261 km/h                                                |
| Dienstgipfelhöhe      | 7010 m                                                  |
| Reichweite            | 676 km                                                  |
| Triebwerke            | ein Sternmotor Alvis Leonides 502/4 mit 388 kW (528 PS) |